# Written in the Sand (film)
Written in the Sand (o Written in the Sands) è un cortometraggio muto del 1912 diretto da Charles L. Gaskill.

## Trama
Peter Hansen, giovane pescatore dal carattere ombroso e solitario, vede un giorno sulla spiaggia il suo nome scritto insieme a quello di Norma all'interno di cuore tracciato sulla sabbia. Norma è la figlia di Gyntsen, il nobile del villaggio, un vedovo che idolatra la figlia che vorrebbe sposata con il nipote del pastore. Peter è emozionato da quella scritta e comincia ad amare in segreto Norma, troppo timido per rivelarsi a lei. Si accorge però che la fanciulla, frequentando Rowland, il beniamino di suo padre, sembra sempre più legata al suo corteggiatore. Rowland, esplorando la spiaggia, entra in una caverna che nasconde al suo interno delle sabbie mobili. Il giovane, ignorando il pericolo, finisce per cadervi dentro e ne sarebbe ben presto risucchiato se non venisse salvato da Peter. Il pescatore, in seguito, recupera anche alcuni gioielli che erano stati rubati a Gyntsen da Kitt, un giovane malvivente. Peter spera ancora di far breccia nel cuore di Norma, ma continua a tacerle il suo amore. Camminando sulla spiaggia, vede di nuovo un cuore: ma, questa volta il nome di Norma è intrecciato a quello di Rowland. Peter, disperato, si incammina verso la caverna delle sabbie mobili dove lo aspetta il suo destino.

## Produzione
Il film fu prodotto dalla Vitagraph Company of America.

## Distribuzione
Distribuito dalla General Film Company, il film - un cortometraggio in una bobina - uscì nelle sale cinematografiche statunitensi il 30 agosto 1912. Nel Regno Unito, fu distribuito il 19 dicembre di quello stesso anno. Copia della pellicola (un positivo 35 mm) si trova conservata negli archivi della Library of Congress di Washington.